# Haliplus leopardus
Haliplus leopardus är en skalbaggsart som beskrevs av Roberts 1913. Haliplus leopardus ingår i släktet Haliplus och familjen vattentrampare. Inga underarter finns listade i Catalogue of Life.